# VM i håndbold 2031 (kvinder)
|  | Denne artikel indeholder information om en fremtidig sportsbegivenhed Der kan forekomme spekulativ information, og indholdet kan ændres dramatisk når arrangementet nærmer sig og mere information bliver tilgængelig. |

Verdensmesterskabet i håndbold for kvinder 2031 bliver det 30. VM i håndbold for kvinder arrangeret af International Handball Federation og afholdes i Tjekkiet og Polen.